# St. Mauritius (Enniger)

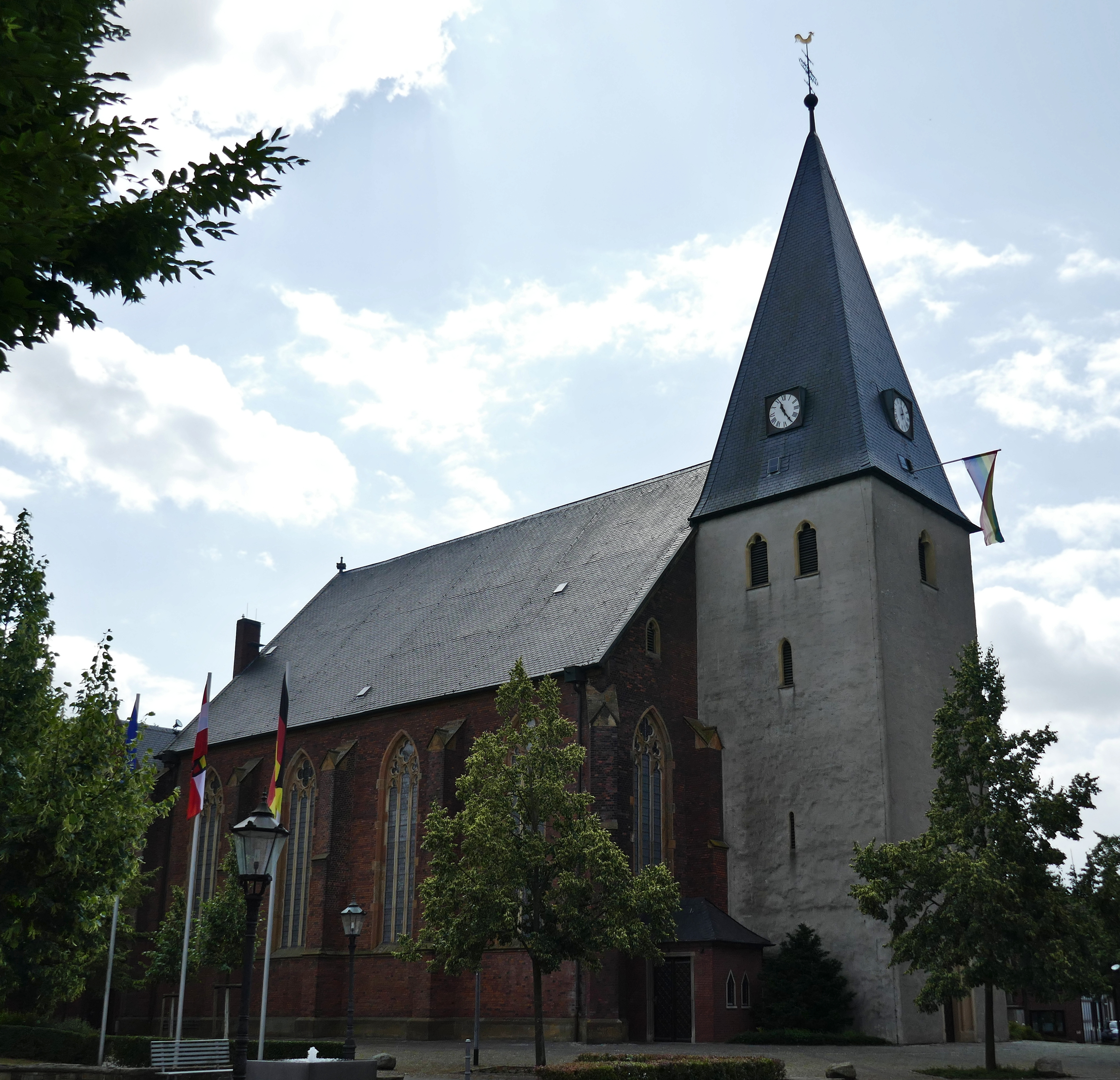
St.-Mauritius-Kirche

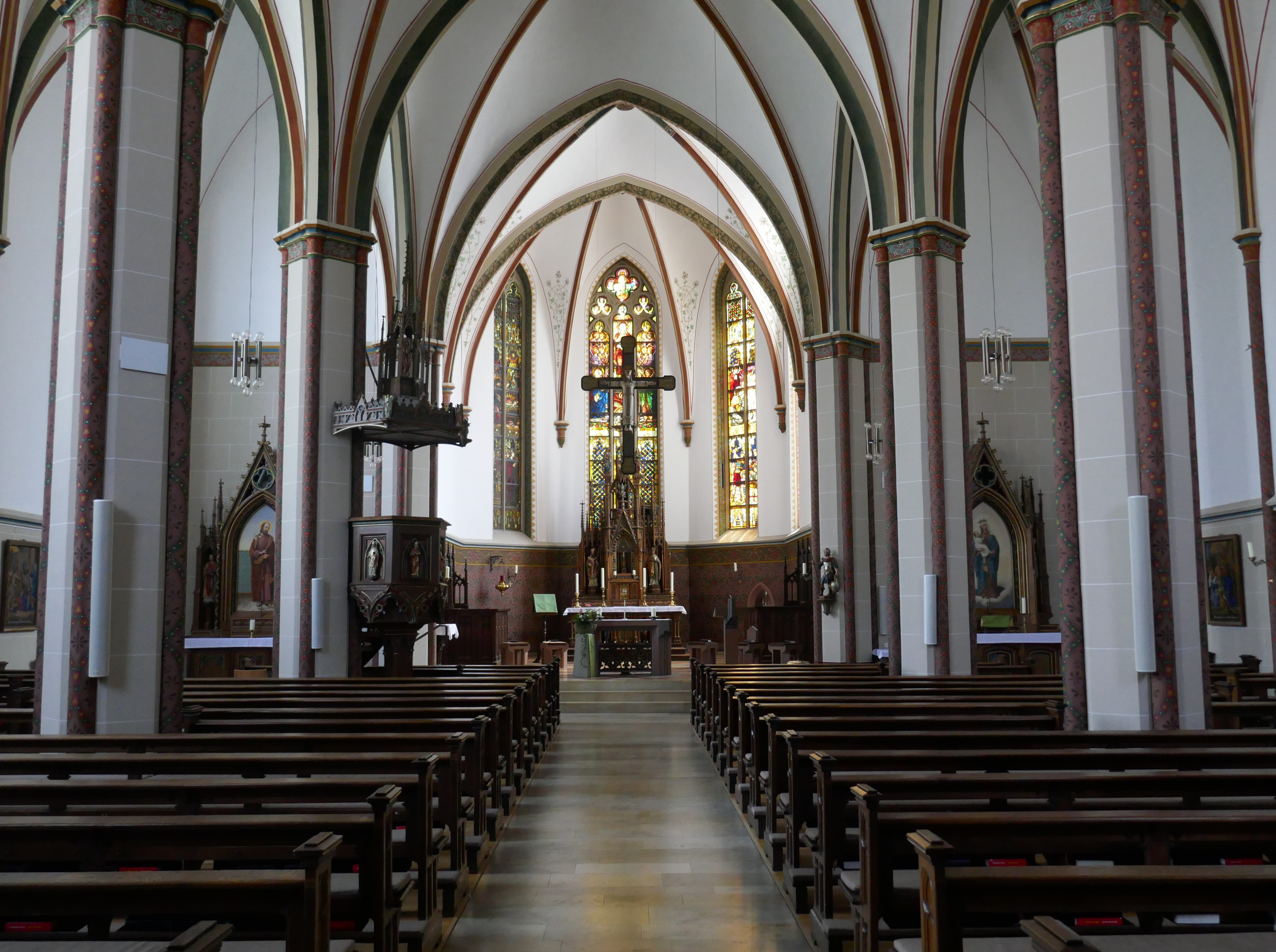
St.-Mauritius-Kirche

St. Mauritius ist eine römisch-katholische Kirche in Enniger, einem Ortsteil der Stadt Ennigerloh im Kreis Warendorf in Nordrhein-Westfalen.

## Geschichte
Der älteste erhaltene Bauteil ist der massive Kirchturm aus dem letzten Drittel des 12. Jahrhunderts. Aufgrund seiner einstigen Verwendung als Wehrturm besitzt er keine Portale, sondern lediglich schmale Fensterschlitze. An diesen Wehrturm wurde eine kleine romanische Kirche angebaut.
Im Jahre 1682 erfolgte eine Erneuerung des kurzen Turmhelms wegen drohender Baufälligkeit. Durch diese Maßnahme erhielt der Turm eine hochgezogene Helmspitze. Heute liegen die massiven Bruchsteinmauern unter Putz und sind nicht mehr zu sehen.
Enniger war bis zum Jahre 1700 auf etwa 1.000 Einwohner angewachsen. Infolgedessen war die Kirche zu klein geworden. Daraufhin erfolgte der Einbau einer nur für die männliche Bevölkerung zugänglichen Empore innerhalb der Kirche. 1780 stand man vor dem gleichen Problem. Die Empore wurde erweitert, fortan bot die Kirche 390 Plätze:
- 240 Gläubige in den 30 Bänken im Kirchenschiff
- 150 Gläubige in den 20 Bänken auf der Empore (27 Fuß lang und 39 Fuß breit).

Mitte des 19. Jahrhunderts war offenkundig, dass die Zwischenlösung der Empore nicht länger auslangte und ein erweiterter Neubau nötig war. Am 10. September 1860 begann der Abriss der alten Kirche. Einige Monate später, am 23. April 1861, legte der Bischof von Münster, Johann Georg Müller, den Grundstein für die neue Kirche. Finanziert wurde der Neubau von einem am 1. Januar 1857 gegründeten Pfennigverein (253 RT), durch eine Lotterie (150 RT), durch Kollekten (5919 RT) sowie durch den Verkauf von Getreide, das bei den Bauern eingesammelt worden war, (2000 RT) und von Bäumen (470 RT). Die verwendeten Materialien wie Ziegelsteine und die Bruchsteine kamen von Höfen in und um Enniger. Der Architekt der neuen Kirche war Emil von Manger. Er entwarf eine neugotische Hallenkirche mit einem Kreuzrippengewölbe und einem Chor mit 3/8-Schluss. Baumeister war Maurermeister Georg Eustermann aus Wiedenbrück. Die Weihe der neuen Kirche erfolgte am 8. September 1863.
Die früher übliche Bestattungsstätte rund um die Kirche wurde zu Allerheiligen des Jahres 1874 in den Süden von Enniger gelegt. Übriggeblieben von diesem Friedhof ist lediglich das Missionskreuz, welches heute einen von Graf Christoph Bernhard von Galen, der von 1932 bis 1936 auf Haus Neuengraben wohnte, gestifteten erneuerten Corpus enthält.
Die Kirche wurde in den Jahren 2018–19 umfassend renoviert.

## Orgel

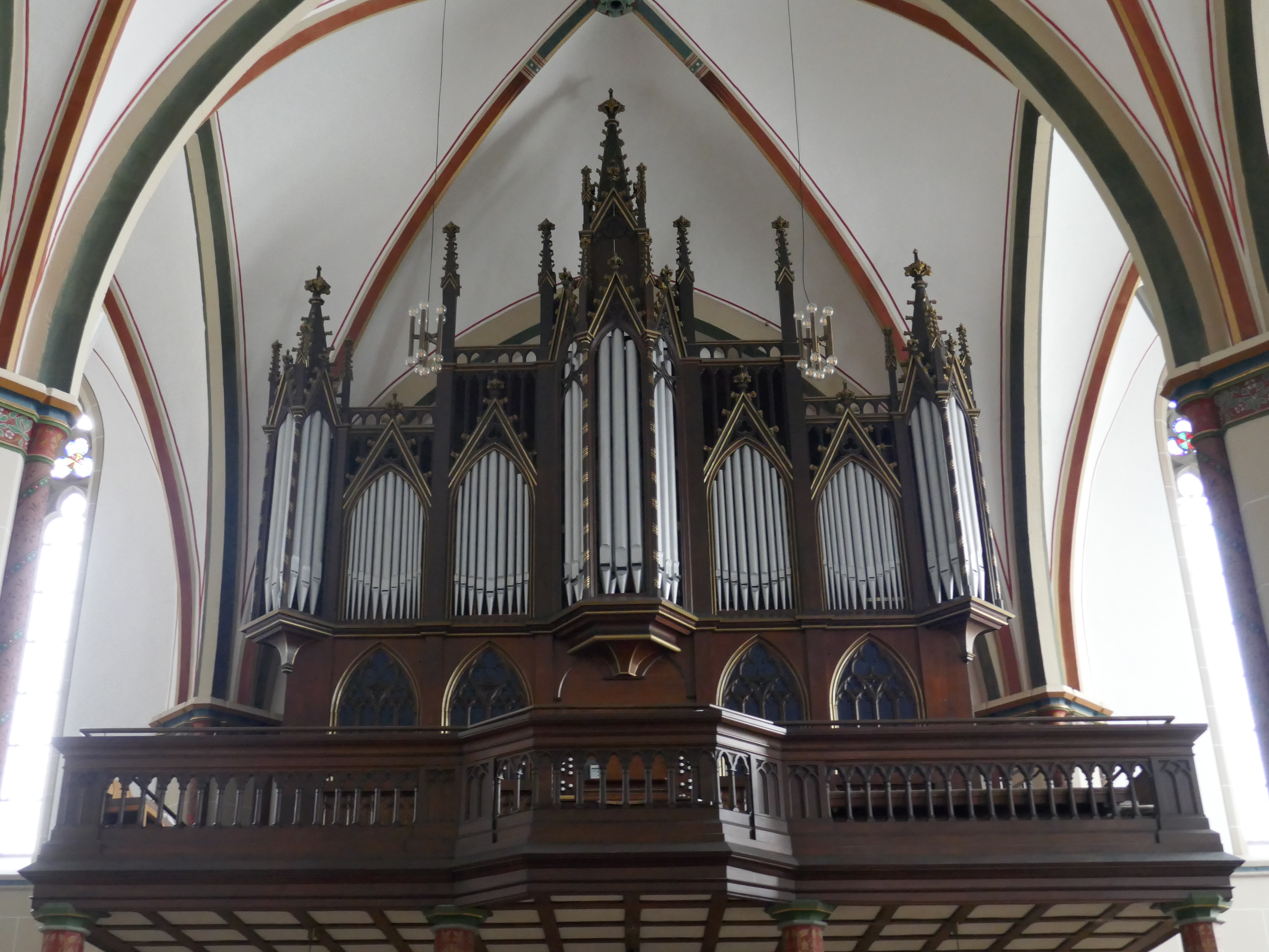
Orgel

Die Orgel wurde von der Orgelbaufirma Klein (Oelde) unter Verwendung von Material der Vorgängerorgel erbaut. Erhalten sind insbesondere das historische Gehäuse und ein Großteil des historischen Pfeifenmaterials. Die Orgeltechnik wurde neu hergestellt; außerdem erhielt die Orgel einen neuen Spieltisch. Die Pfeifen wurden auf Schleifladen (vormals Kegelladen) aufgestellt. Einige Register wurden ersetzt und die Disposition wurde um vier Stimmen erweitert. Das Instrument verfügt heute über 25 Register, die auf zwei Manualwerke und Pedal verteilt sind. Die ehemals elektro-pneumatischen Trakturen sind nun mechanisch.
| I Hauptwerk C–f3 |             |        |
| 1.               | Prinzipal   | 8′     |
| 2.               | Doppelflöte | 8′     |
| 3.               | Gambe       | 8′     |
| 4.               | Querflöte   | 4′     |
| 5.               | Oktave      | 4′     |
| 6.               | Quinte      | 2 ⁄3′  |
| 7.               | Oktave      | 2′     |
| 8.               | Terz        | 1 3⁄5′ |
| 9.               | Mixtur IV   |        |
| 10.              | Trompete    | 8′     |

| II Schwellwerk C–g3 |                 |       |
| 11.                 | Geigenprinzipal | 8′    |
| 12.                 | Gedackt         | 8′    |
| 13.                 | Salizional      | 8′    |
| 14.                 | Prinzipal       | 4′    |
| 15.                 | Bauernpfeife    | 4′    |
| 16.                 | Nasard          | 2 ⁄3′ |
| 17.                 | Oktave          | 2′    |
| 18.                 | Kornett III–IV  |       |
| 19.                 | Oboe            | 8′    |
|                     | Tremulant       |       |

| Pedalwerk C–g3 |             |     |
| 20.            | Violon      | 16′ |
| 21.            | Subbass     | 16′ |
| 22.            | Gedacktbass | 8′  |
| 23.            | Cello       | 8′  |
| 24.            | Choralbass  | 4′  |
| 25.            | Posaune     | 16′ |

- Koppeln: II/I (auch als Suboktavkoppel), I/P, II/P